# Villafranca de Conflent

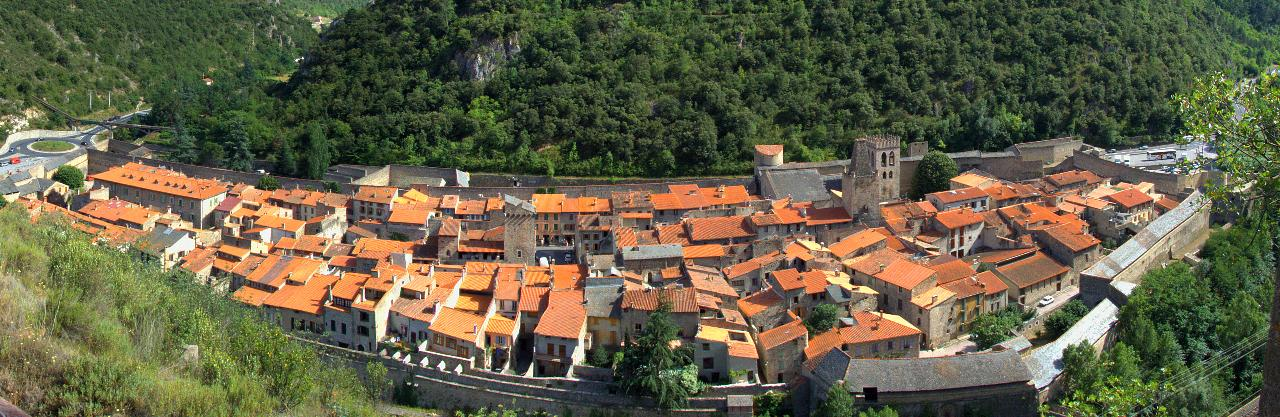
Villafranca de Conflent

 Villafranca de Conflent  (oficialmente y en francés Villefranche-de-Conflent, en catalán Vilafranca de Conflent), es una comuna francesa y pequeña villa medieval clasificada como una de Les Plus Beaux Villages de France, situada en el departamento de Pirineos Orientales en la región de Occitania y comarca histórica del Conflent. 
Se encuentra atravesada por el río Têt en su confluencia con el Cady.
A sus habitantes se les conoce por el gentilicio de villefranchois en francés o vilafranquí, vilafranquina en catalán.

## Historia
Villafranca fue fundada en el año 1090 por Guillermo Ramón, conde de Cerdaña. Fue formando parte sucesivamente de diferentes casas de la época: Condado de Barcelona (1117), Reino de Mallorca (1276), Corona de Aragón (1344), Francia (1463) y España (1493). 

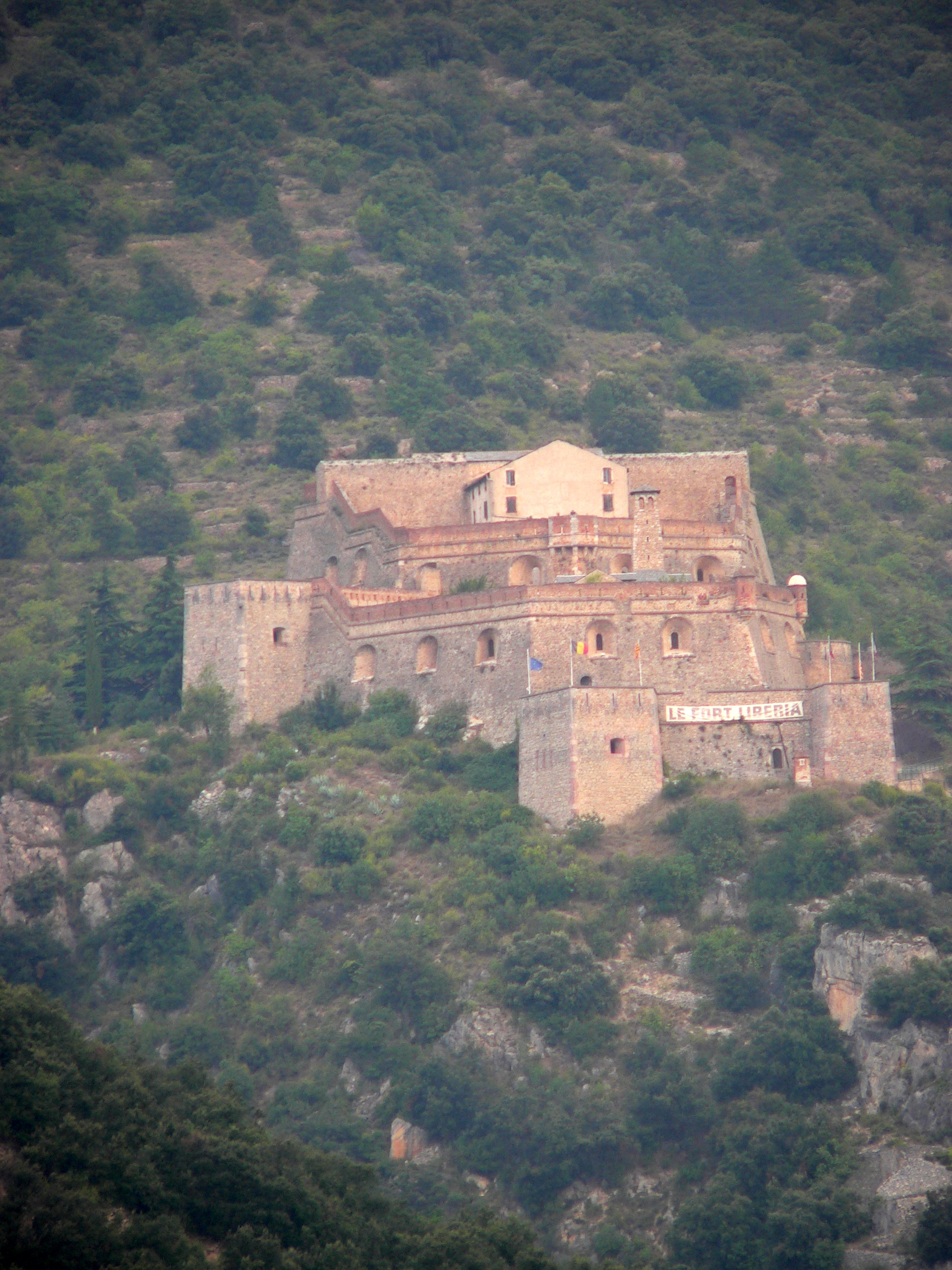
Fuerte Libéria.

En 1654 fue asediada durante 6 días y saqueada por los franceses y, en 1659, a consecuencia del Tratado de los Pirineos, pasó a formar parte de Francia.
Entre 1669 y 1687 el ingeniero militar Marqués de Vauban fortificó la ciudad con elementos defensivos que todavía se conservan contemporáneamente; mientras tanto, en el año 1674, se empezó a gestar lo que se conoce como la Conspiración de Villafranca, una intriga en la que algunas familias de la villa decidieron conspirar para reunificar el territorio con Cataluña.
Inès de Hogar, una joven de una de las familias conspiradoras, intentó seducir al comandante francés De Parlan de Saignes para que se uniera a la causa. Los rebeldes asaltaron la villa y la guarnición francesa fue masacrada. La Corona francesa reaccionó rápidamente delante de estos hechos, recuperando la villa casi inmediatamente. Las familias huyeron a Cataluña, pero la gran mayoría fueron atrapadas, torturadas, ejecutadas y finalmente expuestos sus cuerpos descuartizados en las murallas dentro de jaulas de hierro. 
En 1793 las tropas españolas conquistaron la ciudad pero en el mismo año el general Dagobert recuperó la villa. Gran parte de las defensas de la villa fueron restauradas, se construyeron nuevas baterías defensivas y el Fuerte Libéria, un castillo situado en la cumbre del monte Belloc que fue conectado con la ciudad, situada al pie del monte, mediante una escalera subterránea de 734 peldaños (todavía hoy en día, este subterráneo se considera el más grande de Europa). 
Finalmente, en 1918 el ejército francés abandonó la villa.

## Lugares de interés
- La localidad medieval, sus murallas y la iglesia románica.
- Fuerte Libéria de Vauban y el pasillo subterráneo que lo comunica con la villa.
- Rutas y cuevas
- El tren amarillo, la localidad es punto de partida del recorrido

## Gastronomía
La especialidad culinaria de la ciudad es el «Bougnette» (o Bunyete en catalán), un buñuelo muy fino y azucarado.

## Demografía
| 434 | 507 | 435 | 294 | 261 | 225 |
| Para los censos de 1962 a 1999 la población legal corresponde a la población sin duplicidades (Fuente: INSEE [Consultar]) |     |     |     |     |     |